# Scherzo
A scherzo (e. szkerco) zenei szakkifejezés, az olasz „tréfa” kifejezésből ered. Már a 16. században is felbukkan a fogalom, a capriccióhoz hasonló jelentésben. Szerepe a 18. század utolsó évtizedeiben nőtt meg. Haydn op. 33-as vonósnégyes sorozatának alcíme (Gli scherzi) egyrészt arra utal, hogy a menüettek helyén scherzo van, másrészt arra, hogy a zenei anyag rafinált, helyenként szokatlan módon lett feldolgozva.
Régebben azonos értelmű volt a scherzandóval, s inkább előadási műszóként szerepelt, későbben – a szonátaforma kifejlődésével – annak egyes tételei között a menüettet pótolta, míg végül mint önálló műforma is jelentős szerepre jutott.
A menüettet Beethoven műveiben váltja fel (szimfóniákban, szonátákban), de megőrzi annak jellegzetes triós formáját. Mind ritmikáját, mind tematikáját a meglepetésre való törekvés jellemzi.
Mint önálló műforma Beethoven után fejlődött ki, s első szerep jutott e tekintetben Schubertnek, utána Mendelssohn, Schumann, Chopin magaslottak ki e műforma eszményítésében. A scherzo hangulata mindig szeszélyes, tréfás, enyelgő, de ezt ritkán tartja meg kezdetétől a végéig, inkább ellentétes hangulattal szakítja meg, s azután tér ismét vissza az eredetihez. A romantikus karakterdarab előretörését készíti elő.